# Alderamin

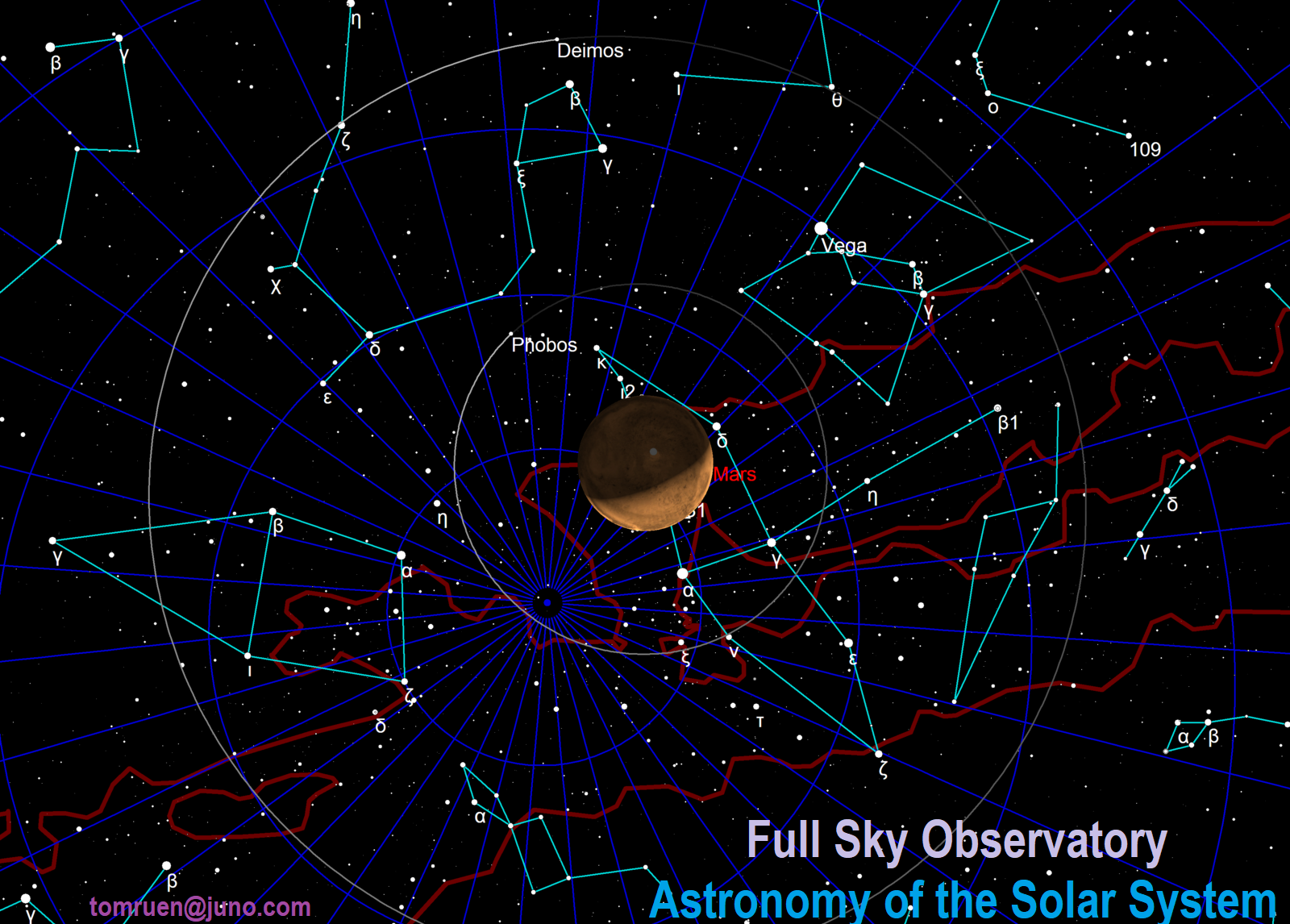
Alderamin a la seva constel·lació

Alderamin (Alfa Cephei / α Cep / 5 Cep) és una estrella situada a la constel·lació de Cepheus, la seva més brillant, amb magnitud aparent +2,43. El seu nom prové de la contracció de la fraseàrab الذرا اليمن að-ðirā 'al-Yaman, la traducció n'és 'el braç dret'.
A 49 anys llum de distància del sistema solar, Alderamin és una subgegant blanca de tipus espectral A7IV, amb una temperatura efectiva de 7.600 K. La seva lluminositat és 20 vegades més gran quela del Sol i el seu radi és 2,5 vegades el radi solar. Com altres estrelles similars, és lleugerament variable, amb una oscil·lació en la seva brillantor de 0,06 magnituds; està catalogada com una variable delta scuti. La seva velocitat de rotació és molt alta, d'almenys 246 km/s, i completa un gir en menys de mig dia; aquesta ràpida rotació aparentment inhibiria la diferenciació d'elements químics usualment observada en estrelles d'aquest tipus. Emet una quantitat de radiació X similar a la del Sol, que junt amb altres indicadors suggereix l'existència d'una considerable activitat magnètica, una cosa inesperada (encara que no del tot inusual) en una estrella de tipus A que, a més, és un giratori ràpid. Estrelles d'aquesta massa ja no tenen l'embolcall convectiu profund típic de les estrelles de seqüència principal inferior, i que és el que se suposa que manté el seu camp magnètic intens.
A causa de la precessió de la Terra, Alderamin va marcar el pol nord celest fa uns 20.000 anys i el tornarà a assenyalar cap a l'any 7500 de la nostra era.